# 德国的名称

欧洲语言对德国的称呼——按照词源划分：
来自原始日耳曼語*Þeudiskaz
来自拉丁语Germania或希腊语Γερμανία
来自阿勒曼尼部落
来自萨克森部落
来自原始斯拉夫语 *němьcь
词源不明

在1871年1月以前，德国在历史上长期以未统一的部落或邦国形式存在，因此不同语言对德国的称呼差异极大，虽然其他欧洲国家也存在名称来源不一的现象，但这一点对于德国显得尤为突出。例如，在德语中，该国的名称为，是从古高地德语diutisc演化而来；在西班牙语和法语中则分别为和，衍生自阿勒曼尼人部落；在意大利语中德国为，来自拉丁语 Germania（不过对德国人的称呼为）；波兰语称德国为，来自原始斯拉夫语 nemets；芬兰语和爱沙尼亚语中德国分别是和，来自萨克森部落名。

## 德国国名列表
总的来说，德国国名按照词源可以分为六组。

### 来自古高地德语diutisc[a]
欧洲语言
- 丹麦语：Tyskland
- 荷兰语：Duitsland
- 法罗语：Týskland
- 德语：Deutschland

（Teutonisch Land和Teutschland

在许多地区一直沿用到19世纪）
- 挪威语：Tyskland
- 北萨米语：Duiska
- 北索托语：Tôitšhi
- 古英语：Þēodiscland
- 瑞典语：Tyskland
- 西弗里斯兰语：Dútslân
- 意第绪语：‎(daytshland)
- 冰岛语：Þýskaland
- 低地德语：Düütschland/Duutslaand
- 卢森堡语：Däitschland
- 中世纪拉丁语：Teutonia、regnum Teutonicum

亚洲语言
- 華語：德意志，拼音：Déyìzhì

|德國，拼音：Déguó
- 日语：ドイツ（独逸）（Doitsu）
- 韓語：（Dogil）

（Doichwillandeu）
- 越南语：

非洲语言
- 南非语：Duitsland
- 纳瓦特尔语：Teutōtitlan

### 来自拉丁语Germania或希腊语Γερμανία
欧洲语言
- 阿尔巴尼亚语：Gjermania
- 阿拉米语：ܓܪܡܢ （jerman）
- 亚美尼亚语： （Germania）
- 保加利亚语：Германия （Germánija）[b]
- 现代英语：Germany
- 弗留利语：Gjermanie
- 格鲁吉亚语： （germania）
- 希腊语： （Germanía）
- 爱尔兰语：An Ghearmáin
- 意大利语：Germania[c]
- 拉丁语：Germania
- 马其顿语： 
- 曼岛语：Yn Ghermaan
- 马耳他语：Ġermanja
- 罗马尼亚语：Germania[d]
- 罗曼什语：Germania
- 俄语： （Germánija）[e]
- 萨丁尼亚语：Germania
- 苏格兰盖尔语：A' Ghearmailt
- 西西里语：Girmania

亚洲语言
- 孟加拉语：জার্মানি （jarmani）
- 亚齐语：Jeureuman
- 古吉拉特语： （jarmanī）
- 希伯来语：גרמניה‬ （germánya）
- 印度斯坦语：जर्मनी / جرمنی （jarmanī）
- 印尼语：Jerman
- 卡纳达语：ಜರ್ಮನಿ （jarmani）
- 老挝语：ເຢຍລະມັນ （yīa la man）
- 马来西亚语：Jerman
- 马拉地语：जर्मनी （jarmanī）
- 蒙古语： （German）
- 瑙鲁语：Djermani
- 尼泊尔语：जर्मनी （jarmanī）
- 旁遮普语：ਜਰਮਨੀ （jarmanī）
- 萨摩亚语：Siamani
- 僧伽罗语：ජර්මනිය （jarmaniya）
- 巽他語：Jerman
- 泰米尔语：இடாய்ச்சுலாந்து（idaichulandu）

செருமனி （cerumani）

ஜெர்மனி （jermani）
- 泰语：เยอรมนี （yəə-rá-má-nii）

เยอรมัน （yəə-rá-mán）
大洋洲语言
- 夏威夷语：Kelemania
- 毛利语：Tiamana
- 马绍尔语：
- 汤加语：Siamane
- 塔希提语：Heremani

非洲语言
- 豪萨语：Jamus
- 斯瓦西里语：Ujerumani

### 来自阿勒曼尼部落
欧洲语言
- 阿斯图里亚斯语：Alemaña
- 阿塞拜疆语：Almaniya
- 巴斯克语：Alemania
- 布列塔尼语：Alamagn
- 加泰罗尼亚语：Alemanya
- 康沃尔语：Almayn
- 菲律宾语：Alemanya
- 普罗旺斯语：Alemagnes
- 法语：Allemagne
- 加利西亚语：Alemaña
- 库尔德语：Elmaniya
- 拉丁语：Alemannia
- 米兰德斯语：Almanha
- 奥克语：Alemanha
- 皮埃蒙特语：Almagna
- 葡萄牙语：Alemanha
- 西班牙语：Alemania
- 威尔士语：Yr Almaen

亚洲语言
- 阿拉伯语：‎（ʾalmānyā）
- 哈萨克语：（Almanïya）（但现已不再使用或极少使用，而主要使用俄语Германия）
- 高棉语：（ʾaalləɨmɑng）
- 波斯语：‎（'ālmān）
- 塔吉克语：（Olmon）
- 鞑靼语：（Almania）
- 德顿语：Alemaña
- 土耳其语：Almanya

美洲语言
- 奥杰布瓦语：ᐋᓂᒫ （aanimaa）
- 克丘亚语：Alimanya

### 来自萨克森部落
以下语言主要集中于波罗的海地区的爱沙尼亚、芬兰等国。
- 爱沙尼亚语：Saksamaa
- 芬兰语：Saksa
- 利沃尼亚语：Saksāmō
- 罗姆语：Ssassitko temm[1]
- 维普斯语：Saksanma
- 沃罗语：S'aksamaa

### 来自原始斯拉夫语*němьcь[f]
- 阿拉伯语：‎（nímsā）指奥地利
- 白俄罗斯语：（Njamjéččyna）
- 俄語：（Nemetskiy）對德國的形容詞或德國人的意思
- 保加利亚语：（Nemsko）
- 捷克语：Německo
- 匈牙利语：Németország
- 卡舒比语：Miemieckô
- 黑山语：Njemačka
- 奥斯曼土耳其语：‎（nemçe）泛指所有奥地利-神圣罗马帝国国家
- 波兰语：Niemcy
- 塞尔维亚-克罗地亚语：、

（Nemačka、Njemačka）
- 西里西亚语：Ńymcy
- 斯洛伐克语：Nemecko
- 斯洛文尼亚语：
- 下索布语：Nimska
- 上索布语：Němska
- 乌克兰语：（Niméččyna）
- 中文（《元史》）：涅迷思，拼音：Nièmísī

### 来自普鲁士
- 林堡语：Pruses（含贬义）
- 非正式卢森堡语：Preisen
- 西里西亚语：Prusacy
- 塔希提语：Purutia（Heremani也可）

## 来源于Diutisc的名称

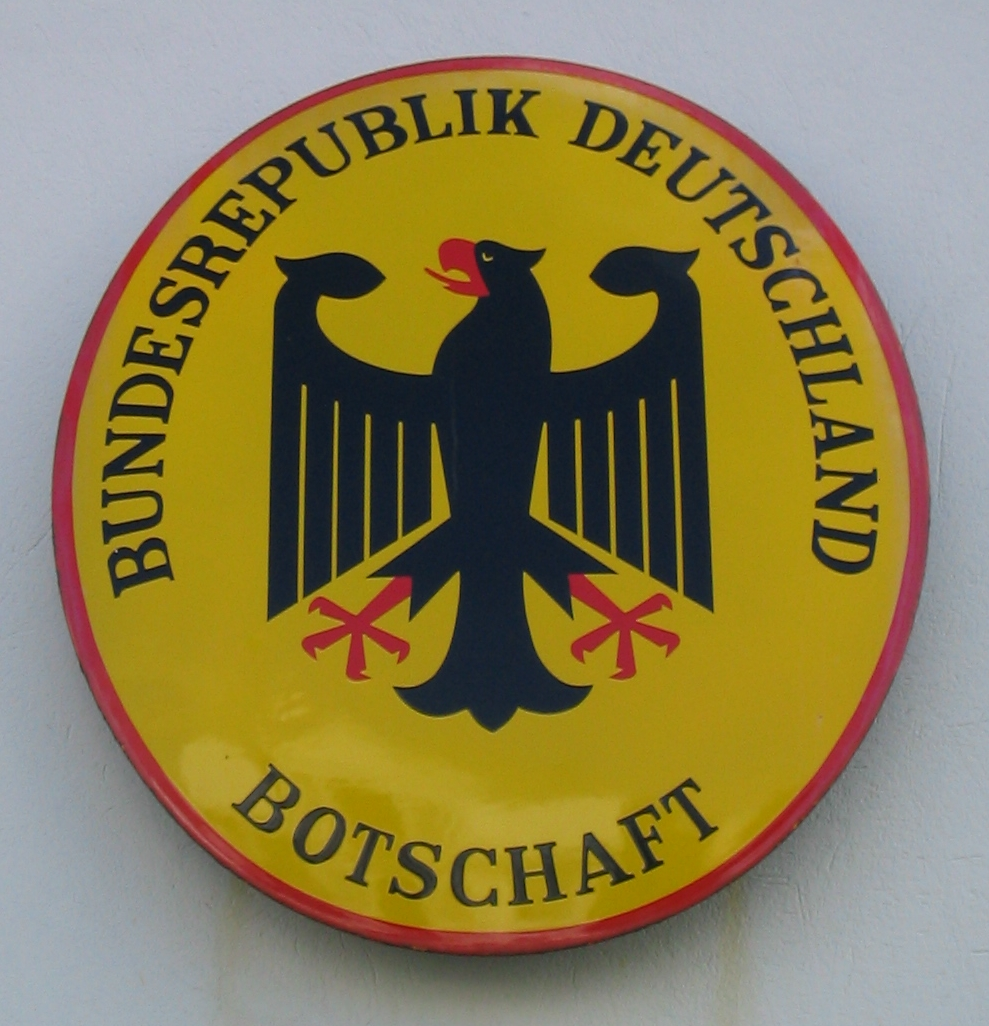
德国大使馆的官方德语牌匾

## 来源于阿勒曼尼的名称

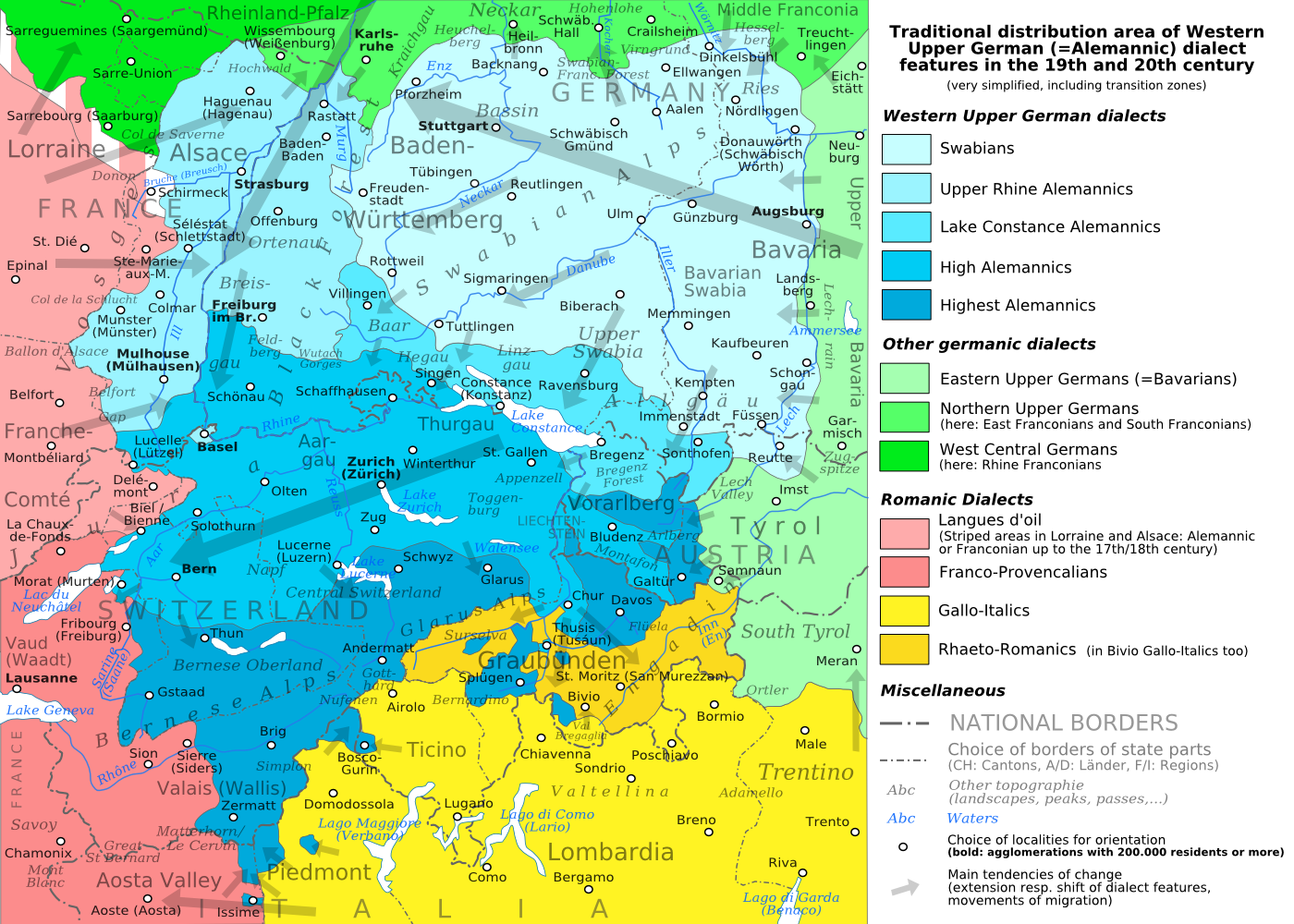
阿勒曼尼语使用的地区